# Chief Solutions Officer
Der Chief Solutions Officer (CSO) ist ein Unternehmenstitel einer Führungskraft, die für die Identifizierung, Entwicklung und Bereitstellung zuverlässiger und innovativer Geschäfts- und Technologielösungen verantwortlich ist. Das Ziel eines Chief Solutions Officers und General Managers ist es, das Wachstum des Unternehmens voranzutreiben, indem er Wert für seine Interessengruppen schafft. Meistens berichtet die Position an den Chief Executive Officer.

## Verantwortlichkeiten
Der Chief Solutions Officer ist verantwortlich für die Identifizierung, Erstellung, Entwicklung und Bereitstellung von Geschäfts- und Technologielösungen. Dazu gehört beispielsweise der Innovationsprozess und daraus resultierend die Identifizierung neuer Produkte, Dienstleistungen und Technologien, die Entwicklung von Strategien, Fähigkeiten und die Entwicklung von Programmen und Projekten zur Nutzung dieser Möglichkeiten. 